# Ballana basala
Ballana basala är en insektsart som beskrevs av Delong 1964. Ballana basala ingår i släktet Ballana och familjen dvärgstritar. Inga underarter finns listade i Catalogue of Life.